# Just thank me (single)
Just thank me is een lied van de countryzanger David Rogers uit 1973.
Hij bracht het uit op een single in de Verenigde Staten en het Verenigd Koninkrijk en bereikte nummer 17 in de Hot Country Songs van Billboard. Op de B-kant staat het nummer I wish I was back. Beide nummers werden geschreven door Jimmy Stewart en Doug Ashdown. Verder bracht Rogers het uit op de gelijknamige elpee Just thank me (1973).
Sinds Rogers Columbia Records verliet, verscheen dit nummer op de eerste single die hij bij Atlantic uitbracht, een label dat gewoonlijk niet met countrymuziek wordt geassocieerd. Voor de single, net als het gehele album, werden echter sessiemuzikanten uit Nashville ingehuurd onder leiding van de onafhankelijk producent Pete Drake. Drake had ook al bij Columbia voor Rogers geproduceerd en hierdoor heeft dit werk toch een authentiek countrykarakter.
In het lied heeft de zanger de nieuwe vriend van zijn ex horen zeggen, "dank God dat ze van mij houdt". Hij antwoordt dat hij niet God maar hem moet danken. Want hij heeft haar laten gaan, en was te blind om te zien hoeveel zij van hem hield. Omdat hij haar geen liefde heeft gegeven, is zij naar een vreemdeling gerend.